# Pattimura
Thomas Matulessy, detto Capitan Pattimura o semplicemente Pattimura (Haria, 8 giugno 1783 – Fort Victoria, 16 dicembre 1817), è stato un militare e rivoluzionario indonesiano.
È stato un famoso soldato ambonese che è diventato un simbolo della lotta per l'indipendenza di Maluku e dell'Indonesia dal dominio Olandese, elogiato dal presidente Sukarno e dichiarato eroe nazionale dal presidente Suharto. Ha diversi omonimi sia nei Paesi Bassi che nell'arcipelago indonesiano.
Nato sull'isola di Ceram, Pattimura si unì alle forze ausiliarie coloniali britanniche dopo aver sottratto le isole Maluku ai francesi. Quando le isole furono restituite agli olandesi nel 1816, fu congedato dal suo incarico militare. Il ritorno degli olandesi nel 1816 segnò un cambiamento nel sistema coloniale perché, dopo il fallimento della Compagnia olandese delle Indie orientali, l'arcipelago indonesiano passò sotto il diretto controllo del neonato Regno dei Paesi Bassi. Ciò fu accompagnato, tra l'altro, dall'istituzione di un esercito coloniale conosciuto con l'acronimo di KNIL (Koninklijk Nederlands Indisch Leger, Reale esercito delle Indie orientali olandesi). I molucchesi cristiani, in particolare, erano ricercati come soldati etnici nel KNIL. 
Pattimura e i suoi seguaci temevano un'oppressione coloniale più dura di quella degli inglesi sotto i quali aveva servito e, il 16 maggio 1817, Pattimura guidò una ribellione armata che catturò Fort Duurstede, uccidendo gli abitanti della fortezza e respingendo i rinforzi olandesi e il 29 maggio, Pattimura fu dichiarato leader del popolo molucchese. Dopo essere stato tradito dal re di Booi Pati Akoon, fu catturato dalle forze olandesi l'11 novembre e impiccato il mese successivo.
Nonostante la rivolta di Pattimura, iniziò il mito della fedeltà secolare dei molucchesi ai Paesi Bassi e alla famiglia reale.